# 그날의 분위기 (영화)
"그날의 분위기"는 2016년에 개봉한 대한민국의 영화이다.

## 캐스팅
- 유연석 : 김재현 역
- 문채원 : 배수정 역 SAY YOU SAY ME - LIONEL RICHIE,  YOU - TEN SHARP,  CAN'T HELP FALLING IN LOVE WHIT YOU 팝 음악개시!
- 조재윤 : 강 선배 역
- 박민우 : 강진철 역
- 이연두 : 보경 역
- 이언정 : 병희 역
- 가득희 : 윤주 역
- 이해영 : 대표 역
- 한철우 : 택시기사 (강 선배) 역
- 김대령 : 코치 역
- 이도연 : KTX 카트 아줌마 역
- 이주우 : 인포녀 역
- 이정은 : 무지개 식당 이모 역
- 조인우 : 에이전시 후배 역
- 김재철 : 백화점 남자품평위원 역
- 김연정 : (1966년)KTX 미화원 역
- 강수진 : 한강 조깅녀 역
- 김슬기 : 홍 대리 역 (특별출연)
- 문세윤 : 카센타 후배 역 (특별출연)
- 리지 : 송이 역 (특별출연)
- 인교진 : 동욱 역 (특별출연)